# Ігумновська
Ігу́мновська (рос. Игумновская) — присілок у складі Тарногського району Вологодської області, Росія. Входить до складу Тарногського сільського поселення.

## Населення
Населення — 236 осіб (2010; 239 у 2002).
Національний склад (станом на 2002 рік):
- росіяни — 100 %